# 2006 في سوريا
فيما يلي قوائم الأحداث التي وقعت خلال عام 2006 في سوريا.

## ظهور
- 1 يناير – مجلة إف 1

## برامج ومسلسلات وأنمي
- باب الحارة

## وفيات

### أبريل
- 3 أبريل – محمد الماغوط (مواليد 1934) كاتب سوري.

### سبتمبر
- 16 سبتمبر – موشيه ساسون (مواليد 1925) دبلوماسي إسرائيلي.

### نوفمبر
- 7 نوفمبر – جورج توتونجيان (مواليد 1930) مغني أرمني.
- 14 نوفمبر – منصور الأطرش (مواليد 1925) سياسي وصحفي سوري وأحد مؤسسي حزب البعث.